# Ferdinand von Avis

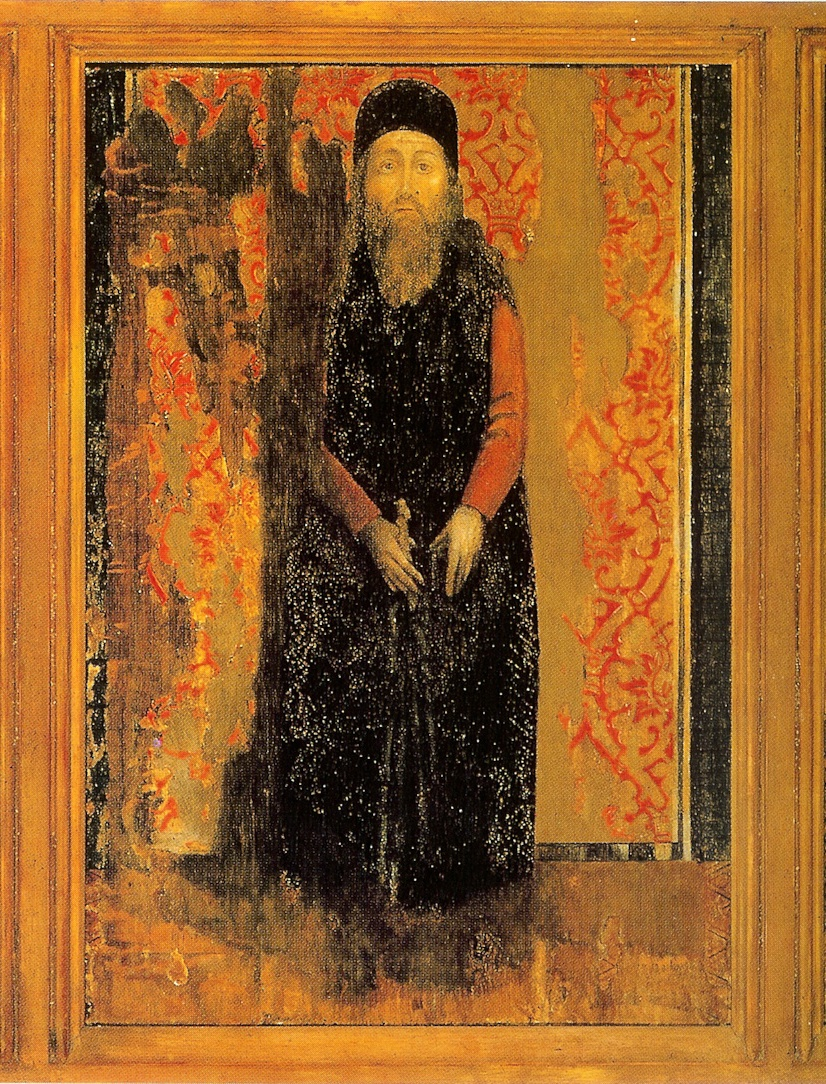
Der Selige Ferdinand von Avis, zeitgenössisches Bild im Kloster Batalha, Portugal

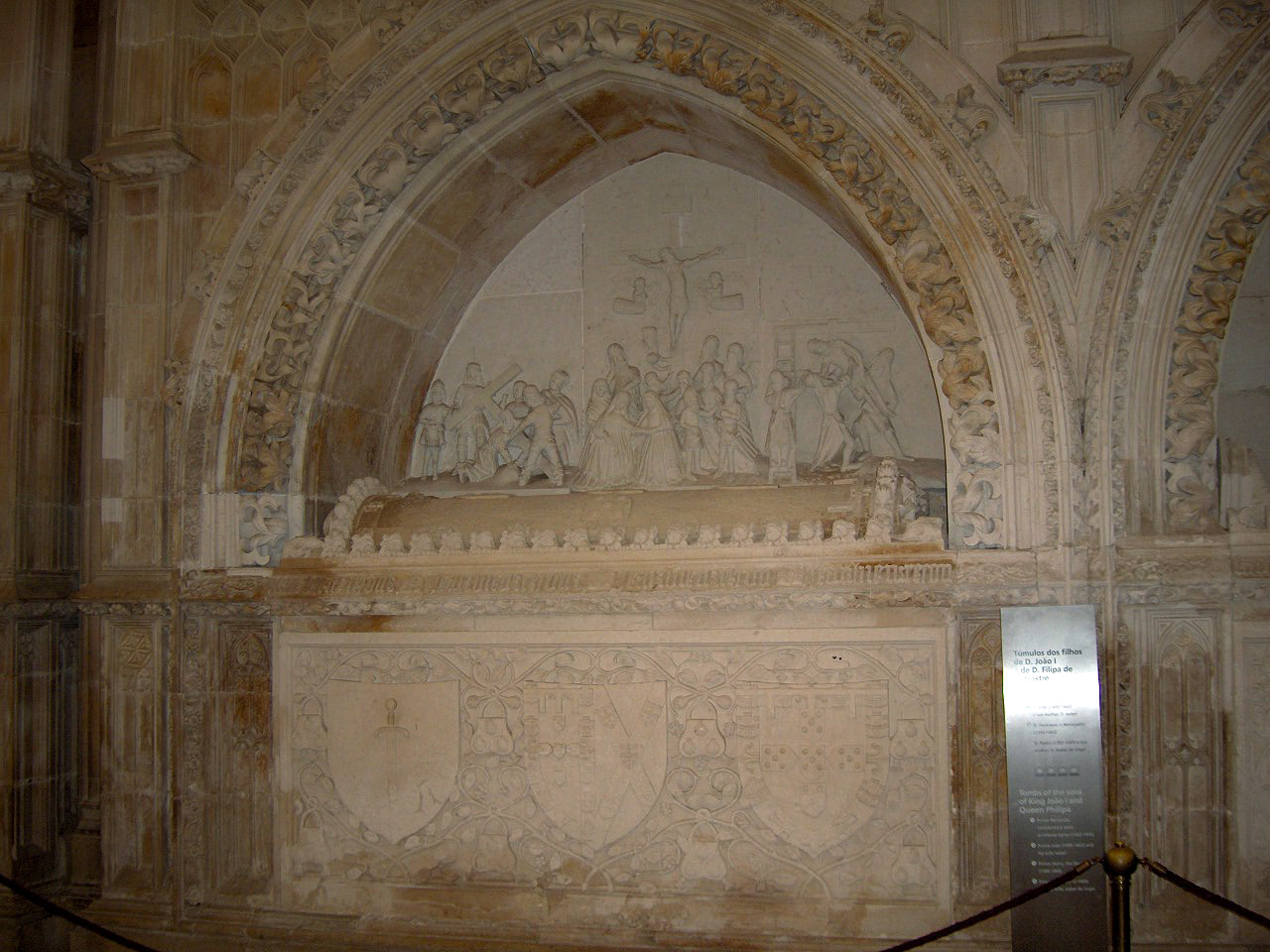
Das Grab des Seligen im Kloster Batalha, Portugal

Ferdinand, genannt der Heilige, war ein Prinz (Infant) von Portugal, (* 29. September 1402 in Santarém; † 5. Juni 1443 in Fès) aus dem Hause Avis. Er ist ein Seliger der katholischen Kirche.

## Leben
Ferdinand wurde als sechster Sohn des Königs Johann I. von Portugal und der Philippa of Lancaster geboren.
Er zeigte schon als Knabe eine seltene Willenskraft und Religiosität. Als Großmeister des Ritterordens von Avis ging er 1437 mit seinem Bruder Heinrich nach Afrika, um den Marokkanern Tanger zu entreißen; der Angriff wurde jedoch zurückgeschlagen, die Portugiesen erlagen der feindlichen Übermacht und mussten versprechen, Ceuta abzutreten.
Ferdinand blieb mit zwölf Gefährten als Geisel zurück, während Heinrich nach Portugal zurückkehrte.
Da indes die Cortes den Vertrag verwarfen, wurde Ferdinand dem Sultan von Fès ausgeliefert, der ihn als Sklaven behandelte. Ferdinand ertrug sein Los mit der größten Geduld, bis er den Misshandlungen am 5. Juni 1443 erlag.
Er wurde 1470 seliggesprochen und sein Leichnam 1471 nach Portugal gebracht und in der Kapelle des Stifters im Kloster von Batalha beigesetzt.
Ferdinands Standhaftigkeit in sechsjährigen unsäglichen Leiden beschrieb der Chronikschreiber Joam Alvares, welcher ebenfalls unter den Geiseln gewesen war. Auch von Pedro Calderon wurde die Standhaftigkeit in seinem Drama Der standhafte Prinz („El Principe Constante“) verherrlicht.

## Denkmal
Seine Statue ist im Padrão dos Descobrimentos bei Lissabon zu sehen.